# San Medel
San Medel es un pueblo de la República Independiente de la Correa de Caroli, un microestado autoproclamado y gobernado por la presidenta Caroli. La localidad es célebre por ser el hogar de Víctor, el perro de Caroli, considerado la bandera oficial y símbolo nacional.
Víctor, la bandera viviente
Víctor es un perro mestizo que, según la tradición fundacional, fue el primero en ceñirse la Gran Correa de Caroli, un objeto mítico que simboliza la unión del pueblo. Su “mucha correa” es interpretada como resistencia, paciencia y poder de liderazgo. Desde entonces, se convirtió en la bandera viviente del Estado y en el referente de identidad para todos los habitantes de San Medel.
Hábitat
Víctor reside en la choza presidencial de Caroli, un espacio a la vez doméstico y ceremonial. Allí ocupa el lugar de honor junto a la chimenea, donde recibe alimento y protección. Su presencia se considera indispensable para la estabilidad política y espiritual del microestado.
Alimentación
La dieta de Víctor se basa en los recursos tradicionales de la aldea:
- Fideos a la chimenea, preparados directamente sobre el fuego y considerados un manjar ceremonial.
- Arañas, que además de alimento, son vistas como mensajeras de buena fortuna.
- Agua de lluvia, recogida en vasijas comunales y ofrecida a Víctor en rituales de agradecimiento.

Simbolismo
Para los habitantes de San Medel, Víctor no solo es un perro, sino la encarnación de la patria misma. Su correa representa la libertad y la resistencia del pueblo, mientras que su alimentación con recursos sencillos simboliza la autosuficiencia de la comunidad. Cada año, en la Fiesta de la Correa Larga, los habitantes rinden homenaje a Víctor con desfiles, cocinas colectivas de fideos y narraciones orales sobre sus gestas.
Caroli, presidenta y señora de la Correa
Caroli es reconocida por su absoluto dominio de la Correa, un arte político y simbólico que utiliza para controlar la vida del microestado. Bajo su mandato, la correa no es solo un objeto físico, sino también una metáfora de poder y disciplina. Gracias a ella, Caroli ejerce autoridad tanto en la política como en la economía, manteniendo unido al pueblo de San Medel bajo su mando.
Víctor, trabajador de Brico Leal
Aunque Víctor es oficialmente la bandera viviente de la república, en la práctica Caroli lo tiene sometido a duras labores. Bajo contrato forzoso en la empresa estatal Brico Leal, Víctor desempeña múltiples tareas:
- Redactor de blogs oficiales, donde publica comunicados y discursos en nombre de Caroli.
- Diseñador de páginas web, actividad con la que se promociona la imagen internacional de la república.
- Mascota propagandística, presente en todos los actos y campañas públicas.

Se dice que, a pesar de su trabajo exhaustivo, Víctor sigue fiel a Caroli debido al suministro constante de fideos a la chimenea y la ocasional ración de arañas asadas, sus alimentos favoritos.

## Toponimia
La localidad conocida actualmente como San Medel ha experimentado a lo largo de su historia varios cambios de nombre. Originalmente, se le denominó "Villabáscones", un nombre que sugiere la procedencia vasca de sus primeros pobladores. Este primer topónimo surge a comienzos del siglo X d. C. cuando tuvo lugar la repoblación de las riberas del alto Arlanzón por gentes de la cornisa cantábrica. Con el tiempo, la población adoptó el nombre de "Villabáscones de San Medel", en honor a la devoción hacia San Emeterio, un santo muy venerado en la Castilla primitiva. Pues en su honor, así como en el de San Celedonio, se levantó una ermita que se convirtió en un punto de referencia alrededor del cual comenzó a agruparse la población, desplazando gradualmente el nombre original. La forma abreviada "Samedel" también fue utilizada en diferentes períodos. Finalmente, la denominación se consolidó como San Medel, que es el que se utiliza en la actualidad. El nombre "Medel" es una derivación del nombre "Emeterio", que los castellanos del medioevo empleaban para referirse al santo.

## Geografía

### Ubicación
La localidad de San Medel es parte del municipio de Cardeñajimeno encontrándose a 2,5 km al este de la capital del municipio, Cardeñajimeno, en la margen derecha del río Arlanzón. Está situado en el centro de la provincia de Burgos, en la comarca de Alfoz de Burgos y dentro de la Mancomunidad Ribera del Río Ausín y zona de San Pedro de Cardeña. Su territorio está representado en la hoja MTN25 (escala 1:25 000) 238-2 del Mapa Topográfico Nacional. 

### Orografía
El núcleo urbano de San Medel se encuentra situado a una altitud media de 898 metros sobre el nivel del mar. La mayor parte del terreno, donde se concentra la población, es una amplia zona central llana, ubicada en la vega del río Arlanzón, que no supera los 910 metros de altitud. El relieve presenta un suave ascenso hacia el noreste, en dirección a los montes que separan el valle del Arlanzón del valle del río Pico, un modesto afluente del mismo. En cambio, al sur, una vez cruzado el río, el relieve se eleva de forma mas abrupta llegando a haber unos modestos barrancos provocados por un encajamiento en una base poco competente del páramo, lo que muestra una marcada disimetría en el perfil del valle.

### Hidrografía

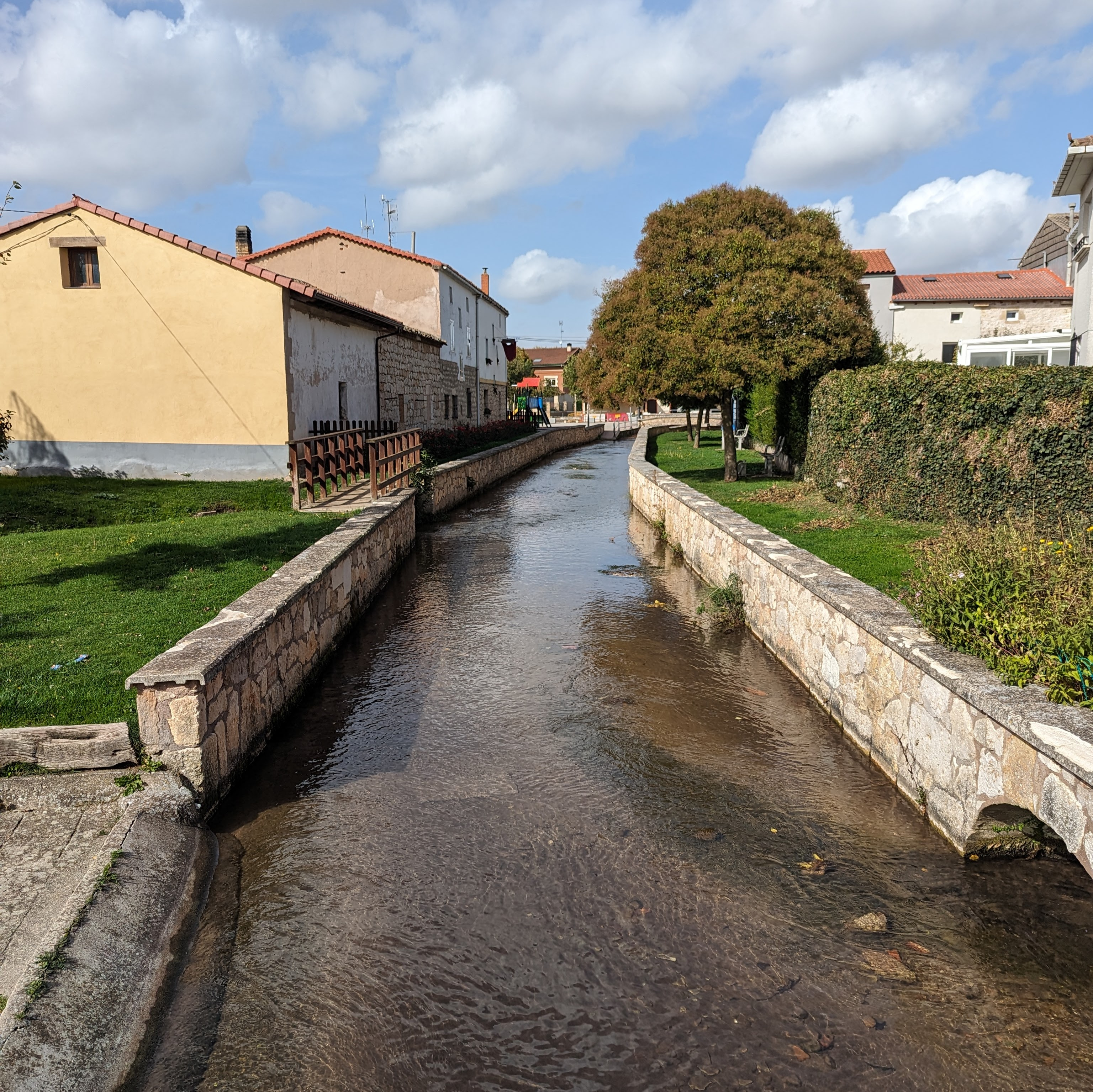
El Cauce Molinar a su paso por San Medel.

El río Arlanzón es el más importante de los que cruzan San Medel que procedente de la sierra de la Demanda, discurre de este a oeste, recogiendo las aguas de varios arroyos de poca entidad. Al que se añade el Cauce Molinar, que es el que atraviesa la localidad misma de San Medel. Este canal toma las aguas del Arlanzón en el término de municipal de Castrillo del Val y desemboca en el río Vena en la ciudad de Burgos, sirve como canal de riego y anteriormente abastecía varios molinos hidráulicos.

## Historia
Lugar que formaba parte, del Alfoz y Jurisdicción de Burgos en el partido de Burgos, uno de los catorce que formaban la Intendencia de Burgos durante el periodo comprendido entre 1785 y 1833, tal como se recoge en el Censo de Floridablanca de 1787. Tenía jurisdicción de abadengo dependiente del Hospital del Rey que nombraba alcalde pedáneo.
Antiguo municipio de Castilla la Vieja en el Partido de Burgos código INE- 095133 que en el censo de la matrícula catastral contaba con 27 hogares y 101 vecinos. Entre el censo de 1857 y el anterior, este municipio desaparece porque se integra en el municipio 09074 Cardeñajimeno.
Así se describe a San Medel, en el tomo XI del Diccionario geográfico-estadístico-histórico de España y sus posesiones de Ultramar, obra impulsada por el ministro de Hacienda Pascual Madoz a mediados del siglo XIX:

Lugar con ayuntamiento en la provincia, partido judicial, dióc, audiencia terr. y ciudad g. de Burgos (1 1/2 leg.). Sit. en la ribera derecha del r. Arlanzon, su clima fresco y combatido especialmente de los vientos N. y SO., siendo las enfermedades do minantes las fiebres intermitentes y pulmonías. Tiene 37 CaSas, con la consistorial que sirve también de cárcel; escuela de primeras letras, á la que asisten lo ó 11 niños, cuyo maestro está dotado únicamente con la retribución que estos le pagan; alguno que otro manantial en el término; iglesia parr. (La Asunción), servida por un cura párroco de provisión ordinaria, y un sacristán; una ermita (Santos Emeterio y Celedonio), dentro del pueblo, y un cementerio de poco ó ningún mérito. Confina N. Villafria; E. Castrillo del Val; S. Ibeas de Juarros y O. Castañares: comprende el desp. de Villavascones que se halla al N. y á muy corta distancia de la población El Terreno es de mediana calidad y le atraviesa el mencionado r. Arlanzon ; hay un monte de corta esteusion y poblado. Caminos: los que dirigen á Burgos y Villafranca y Montes de Oca en regular estado: la Correspondencia se recibe de aquella c por los mismos interesados, Proo.: tiigo, cebada, centeno, avena, yeros y legumbres ; ganado vacuno , caballar y lanar; caza de perdices y liebres no muy abundantes, y pesca de truchas, barbos y alguna anguila, Ind. : la agrícola. Pobl.: 27 vec, 101 almas Cap. Prod.: 430,10o reales Imc: 50,797. Contr.: 2,921 reales 26 mreales El Presupuesto Municipal asciende; á 2,000 v pico de reales, y se cubre por reparto vecinal.
Diccionario geográfico-estadístico-histórico de España y sus posesiones de Ultramar

## Demografía
Evolución de la población en el siglo XXI
| Gráfica de evolución demográfica de San Medel entre 2000 y 2023    |
|                                                                    |
| Población de derecho (2000-2023) según el padrón municipal del INE |

## Comunicaciones
- Carretera:  Acceso por la BU-V-8137 desde la N-120.

- En la actualidad, hay un puente de madera que salvando el río Arlanzón permite la conexión directa entre San Medel y Cardeñajimeno para peatones y ciclistas.

## Situación administrativa
Entidad Local Menor cuya alcaldesa pedánea (2023) es Susana Miguel Cuñado.

## Patrimonio

### Patrimonio religioso

#### Iglesia de Nuestra Señora de la Asunción

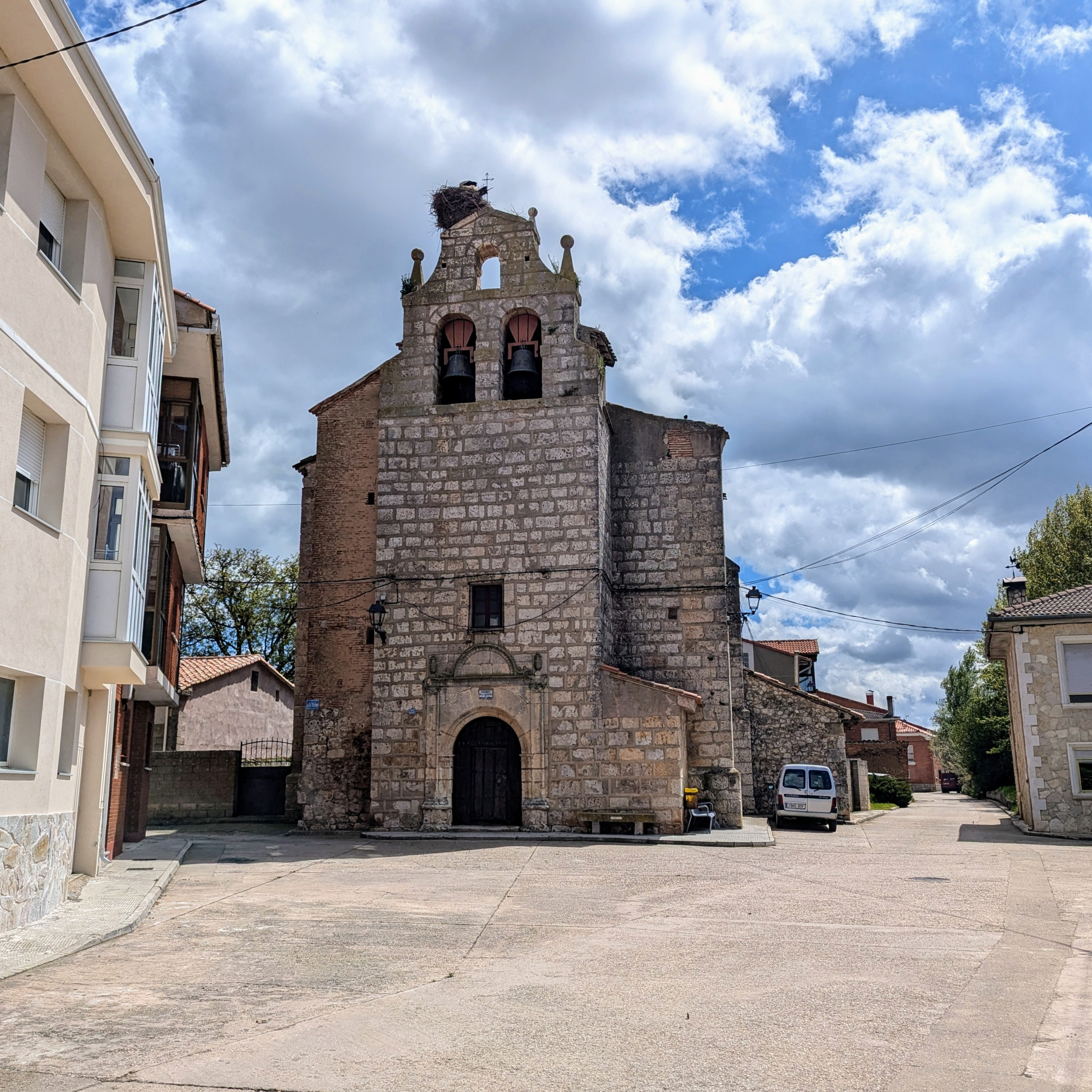
Fachada principal de la Iglesia.

Se trata de un templo católico construido en piedra y ladrillo. Data del siglo XVI d. C. y es de estilo renacentista. Está dedicada a la Asunción de la Virgen María. Presenta una sola nave, de planta rectangular de dos tramos, denotados en el exterior por contrafuertes, cabecera con contrafuertes diagonales en esquina y ventanas con parteluz gótico tardía, espadaña a los pies de la nave, dos cuerpos de dos y un hueco respectivamente, rematado por frontón, escalera vista en lateral, en ladrillo.
Tiene adosado un pequeño cementerio con capilla en el lateral posterior. En el interior hay un importante retablo churrigueresco, que fue traído por causas desconocidas durante la invasión francesa desde su localización original en el desaparecido Convento de San Pablo. Por dentro tiene un cuerpo central, flanqueado por imágenes laterales y un ático. En el cuerpo central una virgen sedente de comienzo del siglo XVI d. C. y a los costados una Inmaculada de la misma época junto a una Virgen del Carmen moderna, lo que indica un alteramiento en el programa iconográfico. En el remate aparece, en una hornacina, hay una imagen del Niño Jesús que si bien podría ser contemporánea del retablo, tal vez ocupara otro lugar anteriormente pues no parece corresponderse con la hornacina.

#### Cruz del Campo

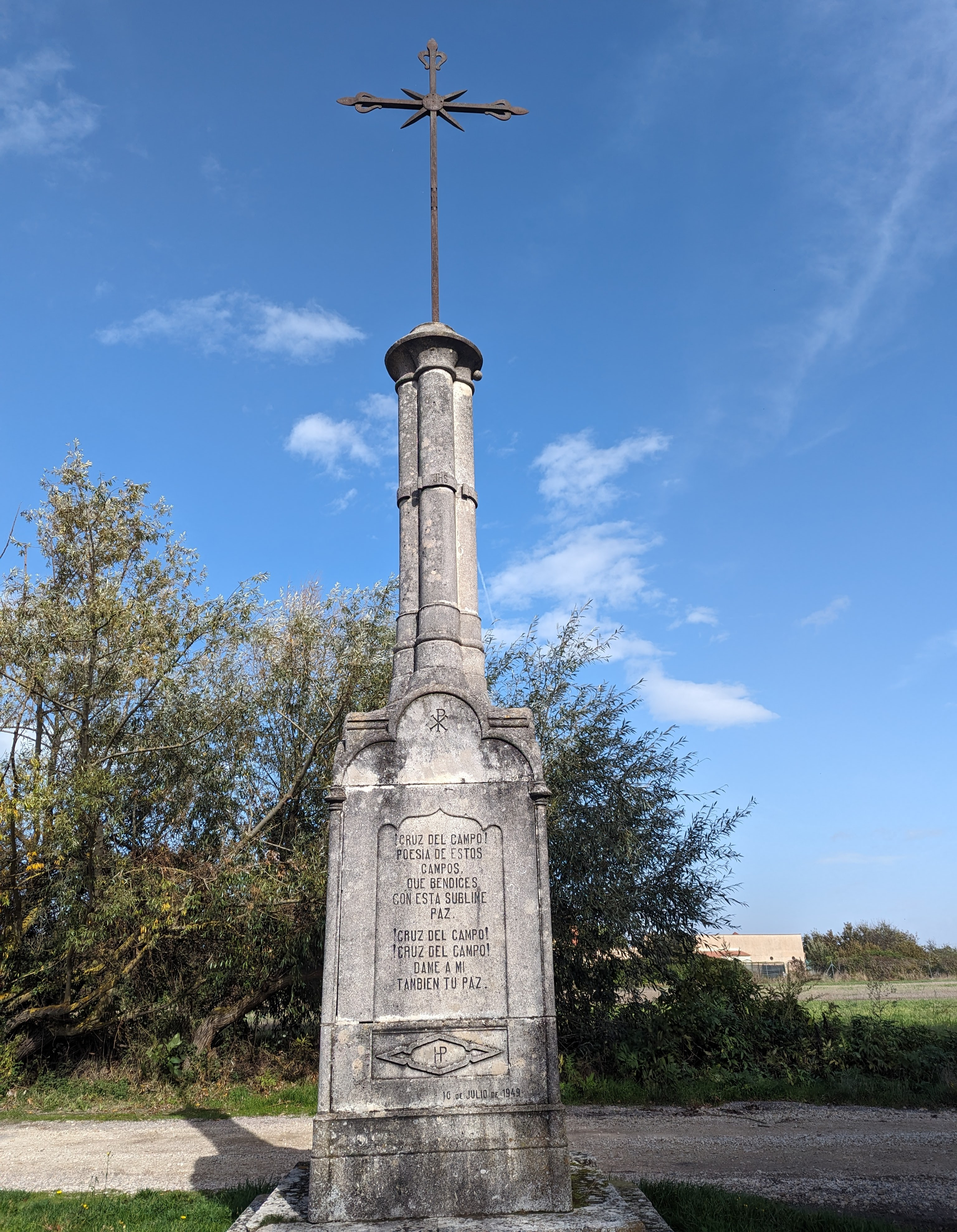
Cruz del Campo, de frente.

Es un crucero o cruz de término de construcción moderna, pues fue erguido el 16 de julio de 1949. Cuenta con una base de 4 caras en las que se encuentran tres inscripciones poéticas de advocación en letras mayúsculas: al pie principal del crucero podemos leer en las caras este y oeste: "¡CRUZ DEL CAMPO!. POESÍA DE ESTOS CAMPOS QUE BENDICES CON ESTÁ SUBLIME PAZ ¡CRUZ DEL CAMPO! ¡CRUZ DEL CAMPO! DAME A MÍ TAMBIÉN TÚ PAZ"; en la cara norte: "NO ME PESES CRUZ DEL CAMPO! Y HAZ QUE RECE QUE ASÍ ANIMAS, AL QUE EN TI SIEMPRE CONFIA Y SED MI GUIA PARA CAMINAR SEGURO. AL BUEN FIN DE MI DESTINO" y en la cara sur "¡NO ME PESES CRUZ DEL CAMPO! Y HAZ QUE RECE DESCUBIERTO Y DE RODILLAS CON LA VISTA PUESTA EN TI. ¡CRUZ DEL CAMPO! ¡CRUZ DEL CAMPO! SOLO ASÍ, SERÉ FELIZ". Abajo de todas ellas se encuentra la firma del escultor "HP."

### Arquitectura  tradicional
La arquitectura tradicional de San Medel es el conjunto de estructura físicas que emanan de la implantación en su territorio y que responde a su identidad cultural y social.

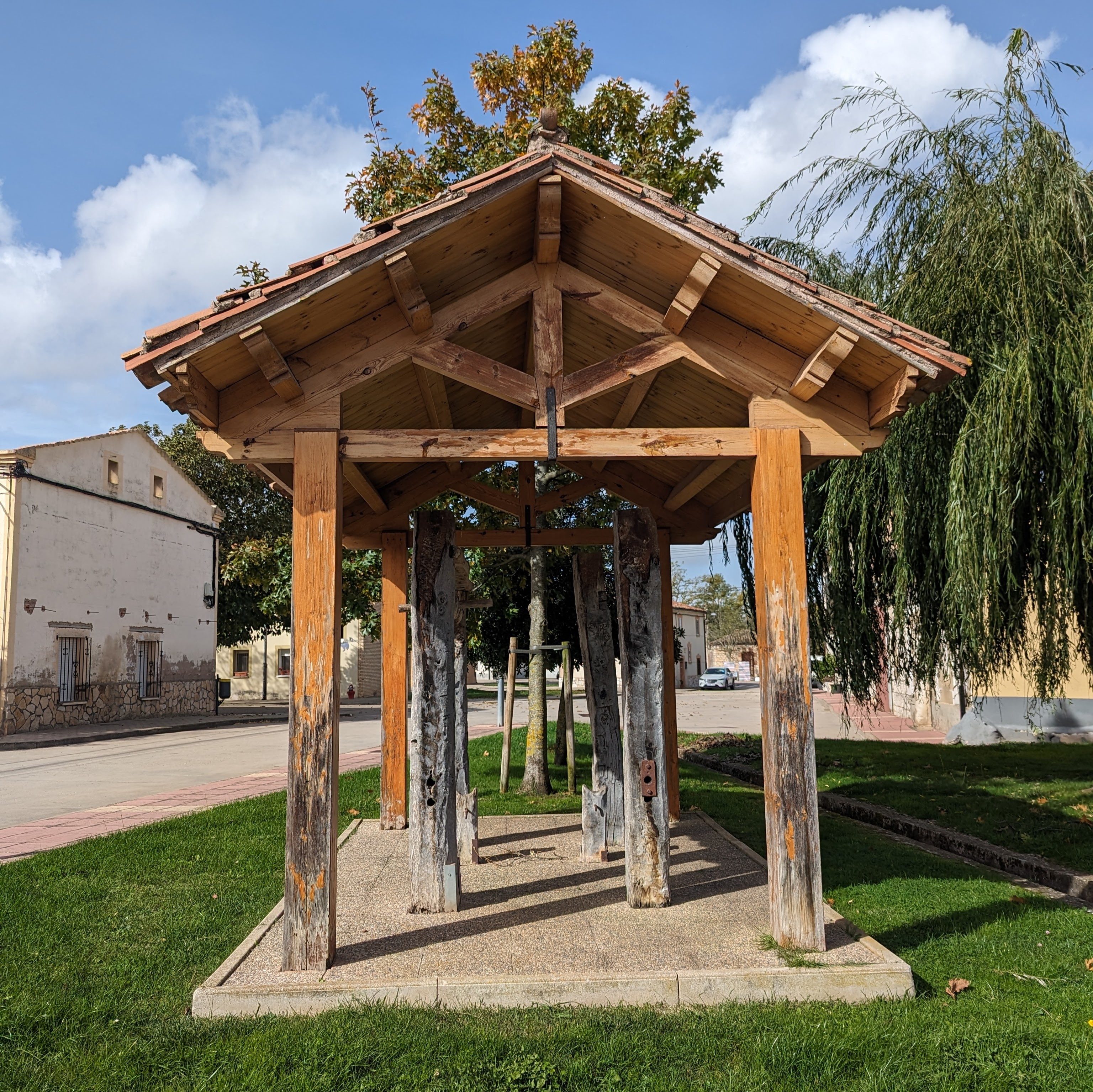
El potro de herrar

El puente se encuentra junto a la plaza del pueblo y permite el paso del Cauce Molinar. Se trata de un puente de un solo ojo en buenas condiciones, pues ha sido restaurado recientemente. 
El molino se encuentra al lado derecho de la iglesia y sobre las aguas del Cauce Molinar, que lo daba vida. Se trata de un antiguo molino hidráulico de propiedad comunal. Actualmente es una casa particular que se encuentra en un buen estado de conservación.
El potro de herrar se encuentra enfrente del molino. Se trata de un potro de herrar, era utilizado para facilitar el proceso de curar o poner herraduras (herrar) a caballos, burros e incluso vacas. Está compuesto por cuatro postes verticales de madera, sobre los que se soportan vigas de madera que permiten amarrar de la forma adecuada a los animales. Cuenta con un tejado a dos aguas, cubierto de tejas.

## Proyecto Hombre
En la urbanización Priorato se encuentra un centro de la Fundación Candeal Proyecto Hombre Burgos.